# 吻斑藍吻犁頭鰩
吻斑藍吻犁頭鰩（學名：Glaucostegus cemiculus），又稱吻斑藍吻犁頭鰩，為軟骨魚綱犁頭鰩目藍吻犁頭鰩科藍吻犁頭鰩屬的其中一種，被IUCN列為極危保育類動物，分布於東大西洋葡萄牙到安哥拉海域，包括地中海，深度9至100公尺，本魚體延長而平扁，寬的三角形吻部，尖端有寬圓的喙軟骨，寬斜的鼻孔，前開口狹窄；盤中央增厚，長度為寬度的1.2-1.3倍，上顎有62-72排牙齒；鼻孔大而斜，長度為鼻內寬的1.4倍，上身為純棕色，下身為白色，吻部有一個黑色斑點，幼魚比成魚更明顯，眼睛較小，喙脊較窄，前鼻葉較短、後鼻葉較窄，眼睛內緣、肩部以及沿著脊柱和尾部都有短刺，體長可達242公分，體重可達49.9公斤，棲息於沿海沙泥底質海域，為底棲性魚類，肉食性，以甲殼類、其他無脊椎動物和魚類為食，卵胎生，雌魚妊娠期約五至八個月，一次可產下4至6尾幼魚，可做為食用魚，通常被商業捕蝦船用拖網或流刺網捕獲。